# Kanton Tullins
Tullins is een kanton van het Franse departement Isère. Het kanton maakt deel uit van het arrondissement Grenoble. Het heeft een oppervlakte van 153.06 km² en telt 39.136 inwoners in 2018, dat is een dichtheid van 256 inwoners/km².

## Gemeenten
Het kanton Tullins omvatte tot 2014 de volgende 10 gemeenten:
- Cras
- Montaud
- Morette
- Poliénas
- Quincieu
- La Rivière
- Saint-Paul-d'Izeaux
- Saint-Quentin-sur-Isère
- Tullins (hoofdplaats)
- Vatilieu

Na de herindeling van de kantons bij decreet van 18 februari 2014, met uitwerking op 22 maart 2015 omvat het kanton volgende gemeenten :
- Beaucroissant
- Charnècles
- Moirans
- Montaud
- Poliénas
- Réaumont
- Renage
- Rives
- Saint-Blaise-du-Buis
- Saint-Jean-de-Moirans
- Saint-Quentin-sur-Isère
- Tullins (hoofdplaats)
- Vourey